# 崔根英
崔 根英（チェ・グニョン、朝鮮語: 최근영、生年不詳 - ）は、朝鮮民主主義人民共和国の法曹。中央裁判所長。

## 経歴
生年月日や出身地などは不明。中央裁判所第1副所長を経て、2023年3月に中央裁判所長に任命された。朝鮮労働党中央委員会委員、朝鮮労働党中央検査委員会委員、最高人民会議法制委員会委員などを務めている。

## 参考サイト
- 北韓情報ポータル

| 先代車明南 | 朝鮮民主主義人民共和国中央裁判所所長2023年 - 現職 | 次代現職 |